# Плющ
Плющ, вилица (лат. Hédera) — род растений семейства Аралиевые (Araliaceae).

## Название

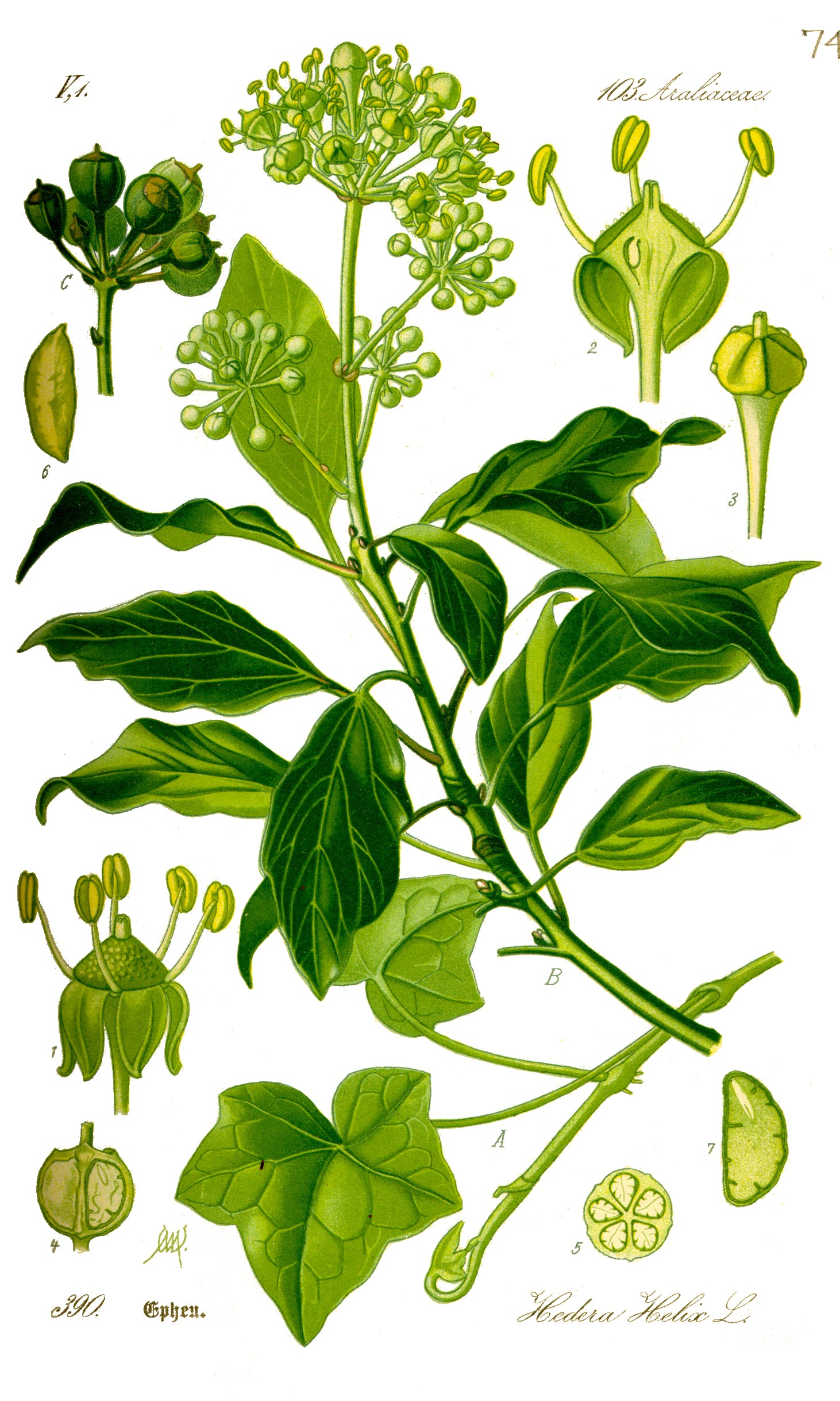
Плющ обыкновенный.

Родовое научное название — Hedera — заимствовано Линнеем у древних римлян.
Макс Фасмер в Этимологическом словаре русского языка указывает, что слово плющ обычно сравнивается с плюю́, плева́ть ввиду неприятного вкуса растения. В то же время он приводит и мнение Шпехта, который сравнивает плющ с латыш. plauskas — перхоть, сербохорв. пљускē — сыпь, лит. plùskos — клочья волос, диалектным норв. flus, flusk, flustr — осколок, перхоть. Мнение Агрелля о происхождении слова от др.-инд. pucchás, -ám — хвост, прут Фасмер считает недостоверным.

## Ботаническое описание
Это — ползучие кустарники, цепляющиеся своими придаточными корнями за стены, стволы деревьев и пр.
Стебли несут плотнокожистые листья двух родов: на нецветущих ветвях — тёмно-зелёные, угловато-лопастные, и на цветущих ветвях — светло-зелёные, цельные, ланцетовидные, продолговатые или яйцевидные. Прилистников нет.
Сравнительно небольшие цветки собраны на верхушке ветвей в щитки, головки или кисти. Цветок или вовсе не имеет прицветника или с очень маленьким прицветником. Чашечка едва развитая, цельнокрайная или пятизубчатая; венчик пятилепестный, в почкосложении створчатый; тычинок пять, пестик с нижней, полунижней или верхней пятигнёздной завязью, с коротким столбиком, окружённым у основания мясистым диском.
Плод — чёрная или желтоватая ягода о трёх, четырёх, пяти семенах; семя с удлинённым зародышем в морщинисто-складчатом белке.

## Распространение и экология
Встречаются плющи в странах с мягким климатом Северного полушария и в Австралии.

## Значение и применение
В культуре известно множество разновидностей типового вида и несколько разновидностей второго и третьего вида. Плющ любит тенистые места и невысокую температуру.
Он был известен в глубокой древности; у греков он служил эмблемой веселья и любви и считался растением Вакха; при торжествах и на пирах поэты украшали свои головы венком из плюща.
Плющ считается лекарственным растением (см. статью: Экстракт листьев плюща).

## Охранный статус
Плющ Пастухова (Hedera pastuchowii Woron.) охраняется, занесён в Красную книгу России.

## Таксономия
Род Плющ включает 16 видов:
- Hedera algeriensis Hibberd
- Hedera azorica Carrière
- Hedera canariensis Willd. — Плющ канарский, растущий в Северной Африке, на Канарских островах, в Португалии, Ирландии
- Hedera caucasigena Pojark.
- Hedera colchica (K.Koch) K.Koch — Плющ колхидский, растущий на Кавказе, в Гималайских горах, в Японии
- Hedera cypria McAll.
- Hedera helix L. — Плющ обыкновенныйtypus[1], растущий в Западной Европе, Украине, Крыму, на западе России и Кавказе.
- Hedera hibernica (G.Kirchn.) Carrière
- Hedera iberica (McAll.) Ackerf. & J.Wen
- Hedera maderensis K.Koch ex A.Rutherf.
- Hedera maroccana McAll.
- Hedera nepalensis K.Koch
- Hedera pastuchovii Woronow — Плющ Пастухова
- Hedera rhombea Siebold & Zucc. ex Bean
- Hedera sinensis (Tobler) Hand.-Mazz.
- Hedera taurica (Hibberd) Carrière — Плющ крымский